# Marko Dijakovic
Marko Dijakovic (* 18. März 2002 in Wien) ist ein österreichischer Fußballspieler.

## Karriere

### Verein
Dijakovic begann seine Karriere beim Wiener Sportklub. Zur Saison 2013/14 wechselte er in die Jugend des FK Austria Wien, bei dem er ab der Saison 2016/17 auch in der Akademie spielte.
Zur Saison 2019/20 wechselte er zu den Amateuren des Stadtrivalen SK Rapid Wien. Zudem spielte er in seiner ersten Spielzeit bei Rapid auch noch in der Akademie. Im August 2019 kam er gegen den SV Leobendorf zu seinem ersten Einsatz in der Regionalliga. Bis zum Saisonabbruch kam Dijakovic zu fünf Regionalligaeinsätzen für Rapid II. Zu Saisonende stieg er mit den Rapid-Amateuren in die 2. Liga auf.
Sein Debüt in der zweithöchsten Spielklasse gab er im September 2020, als er am ersten Spieltag der Saison 2020/21 gegen den FC Liefering in der Startelf stand. Zur Saison 2021/22 rückte er in den Kader der Bundesligamannschaft von Rapid. In der Saison 2021/22 kam er für die Rapidler zu zwei Einsätzen in der Bundesliga. In der Saison 2022/23 kam er wieder ausschließlich für Rapid II zum Einsatz, mit dem er aber zu Saisonende aus der 2. Liga abstieg.
Im August 2023 wechselte Dijakovic nach Polen zum Zweitligisten GKS Tychy, bei dem er einen bis 2025 laufenden Vertrag erhielt. Für Tychy absolvierte er 50 Spiele in der 1. Liga. Zur Saison 2025/26 wechselte er zum Ligakonkurrenten Śląsk Wrocław.

### Nationalmannschaft
Dijakovic spielte im April 2017 erstmals für eine österreichische Jugendnationalauswahl. Im September 2018 kam er gegen Zypern zu seinem einzigen Einsatz für die U-17-Auswahl. Im September 2019 debütierte er gegen Irland für die U-18-Mannschaft.